# آینده کامل
در انگلیسی، زمان آینده کامل (Future Perfect) برای بیان کاری در آینده که زودتر از کاری دیگر به پایان خواهد رسید به کار می‌رود. الگوی این زمان برای فعل رفتن will have gone است.

## در فارسی
در فارسی از (مادهٔ گذشته + «بودن» به آیندهٔ ساده) استفاده می‌کنیم. برای نمونه:
I will have gone.
[ تا آن موقع ] من رفته خواهم بود.

## کاربردها
۱. برای بیان عملی که در آینده تکمیل شده و تمام خواهد شد. به مثال زیر توجه کنید:
Don’t worry, he will have repaired the bike by then.
نگران نباش، تا آن گاه او دوچرخه را تعمیر کرده خواهد بود.
۲. برای بیان حدس یا پیش‌بینی دربارهٔ اتفاقی که افتاده یا در آینده‌ای نزدیک خواهد افتاد. به مثال زیر توجه کنید:
He will probably have noticed that his bike is broken.
او احتمالاً متوجه شده خواهد بود که دوچرخه‌اش خراب شده‌است.

## نمونه
I will have painted the room in 2 days.
من آن اتاق را در ۲ روز نقاشی کرده خواهم بود.
I will have finished the project by the time you come.
من پروژه را تمام کرده خواهم بود تا زمانی که شما بیایید.
By the time she arrives, the show will have started.
تا زمانی که او برسد، آن نمایش شروع شده خواهد بود.
By the time you read this I will have left.
تا زمانی که تو این را بخوانی من تَرک کرده خواهم بود. 